# Open GDF Suez de Cagnes-sur-Mer Alpes-Maritimes 2013
L'Open GDF Suez de Cagnes-sur-Mer Alpes-Maritimes 2013 è stato un torneo di tennis facente parte della categoria ITF Women's Circuit nell'ambito dell'ITF Women's Circuit 2013. È stata la 16ª edizione del torneo che si è giocata a Cagnes-sur-Mer in Francia dal 6 al 12 maggio 2013 su campi in terra rossa e aveva un montepremi di $100,000.

## Partecipanti

### Teste di serie
| Nazionalità | Giocatrice         | Ranking* | Testa di serie |
| ----------- | ------------------ | -------- | -------------- |
| Svizzera    | Romina Oprandi     | 53       | 1              |
| Lussemburgo | Mandy Minella      | 79       | 2              |
| Francia     | Pauline Parmentier | 82       | 3              |
| Paesi Bassi | Arantxa Rus        | 87       | 4              |
| Giappone    | Misaki Doi         | 89       | 5              |
| Ucraina     | Elina Svitolina    | 91       | 6              |
| Romania     | Alexandra Cadanțu  | 98       | 7              |
| Croazia     | Petra Martić       | 101      | 8              |

- Ranking al 29 aprile 2013.

### Altre partecipanti
Giocatrici che hanno ricevuto una wild card:
- Caroline Garcia
- Myrtille Georges
- Sesil Karatančeva
- Virginie Razzano

Giocatrici che sono passate dalle qualificazioni:
- Vera Duševina
- Irina Ramialison
- Anne Schäfer
- Daniela Seguel
- Maryna Zanevs'ka (lucky loser)

## Vincitrici

### Singolare
Caroline Garcia ha battuto in finale  Maryna Zanevs'ka con il punteggio di 6–0, 4–6, 6–3

### Doppio
Vania King /  Arantxa Rus hanno battuto in finale  Catalina Castaño /  Teliana Pereira con il punteggio di 4–6, 7–5, [10–8]